# Војислав Будимировић
Војислав Будимировић (рођен 4. јануара 1968. у Шапцу) бивши је српски фудбалер.

## Каријера
Фудбалску каријеру је започео у родном граду 1987. играјући за ФК Мачва Шабац. Каријеру је наставио у бугарском клубу Локомотива из Пловдива, за који је наступао од 1993. до 1995. године. Вратио се у Србију и наступао једну сезону за Чукарички Станком. У тој сезони 1995/96. био је најбољи стрелац Прве лиге СР Југославије са 23 погодака. Након тога је играо још за Аполон из Лимасола.

## Успеси
- Чукарички Станком
  - Најбољи стрелац Прве лиге СР Југославије: 1995/96. (23 гола)